# Hermonassa chalybeata
Hermonassa chalybeata là một loài bướm đêm trong họ Noctuidae.